# SWEET PIZZICATO FIVE
『SWEET PIZZICATO FIVE』（スウィート・ピチカート・ファイヴ）は、1992年9月21日に発売されたピチカート・ファイヴ通算6作目のスタジオ・アルバム。

## 解説
日本コロムビア内のレーベル“TRIAD”に社内移籍後初リリースとなる本作は、ギミックを駆使した録音芸術としてのアルバム制作手法が一定の完成をみた前作『女性上位時代』を経て、これまでのような批評眼が希薄な楽曲が並んだアルバムとなった。その理由を小西康陽は「ある日曜の朝、アル・クーパーのレコードを聴いていたんですよ、いいなあって思いながら。何かその時に、この人って自分に似てると思ったんだよ。器用で、いろんなタイプの音楽をやってて、他人のいい曲を見つけてそれをSEとかサウンド・コラージュして巧みに編集するのが上手くて。で、“ああ、僕はこんなに影響受けてたんだ”としみじみしたんだけど、同時に“これは売れないな”って思ったの! その時に神のお告げじゃないけど、売れるってコレなんだ! って、ポジとネガだけど分かったの。反面教師っていうか。レコード会社の人って“次は売れるものを作ってください”っていつも言うんだけど、オリジナル・ラヴはそこに対してすごく上手く答えたんだよね。僕もそういうのを作りたいんだけど、他にやりたいことが多過ぎてダメだと思ってたの。だけど今回はメロディーとか音に対するセンスを全然変えずに、低学年向けっていうか、メジャーなものが作れたのが嬉しい」と、本作でギミック至上主義から楽曲至上主義に変わったことを理由として挙げ、さらに「僕の中で今回のアルバムが自信あるのはさ、『月面軟着陸』とか『女性上位時代』を突き抜けられたからだね。それが自分にとって驚きだったのよ。マニアックな能書きをいっぱい詰め込んで音楽を作っていた自分が、それを乗り越えた所にある超シンプルなことが出来たっていうのが。マイケル・ジャクソンで言うと、ジャクソン5とか『オフ・ザ・ウォール』っていろんな批評が飛び交ったけど、『スリラー』にはそういうのを寄せつけない何かがあったじゃない。そういう事かもしれない」「チャゲアスでもいいんだけど、そういうのを聴いた時に“これって深い何かがあるのかな”って考えないじゃん。そういうのを意識したんですよ」「気取った人間なんてもうどうでもいいよ、って気持ちで作ったところはある。ま、マニアの人は何やっても聴くだろうから、やっぱりマニアでない人にアピールしたかったよね」と答えている。
また、これまでグループ名義だったプロデューサーズ・クレジットが、本作では小西単独名義になった理由はプロデューサーとしての立場を意識したからだとし、「ギミックとか反音楽的なものがピチカート・ファイヴに期待され過ぎていて、そういうのも好きなんだけど、プロデューサーとしては、ちょっとここら辺で音楽的な振り戻しをかけないとな、って」と答えている。
小西はもっとポップスの本質に対して機能的なアルバムにしたかったという。「僕は超メジャー洋楽的な、ある種日本のロック・シーンに新しいメジャー感を持ち込んだつもり。僕は過去にチャゲアス的なメジャー感に沿ったアルバムを何枚か作ろうとしたよ、『カップルズ』とか他人のプロデュース作品で。でもそれは自分の音楽ともしっくりこないし、そういう売り方をしている限り今の日本のロックを認めることじゃない? そんなのイヤだし、新しいスタイルで自分がいいと思っている音楽を聴かせる聴かせ方。その聴かせ方の方便としてのメジャー感っていうのを自分なりに獲得したいと思ったし。そういう歌詞を書いて歌い方をしてタイアップに乗っかってっていうんじゃないやり方も絶対あると思ったしね。だから、正直者はいつか認められる、みたいな。ジョージ・ワシントンみたいなアルバムだと思うよ、これ」と、グループ史上初の“音楽が聴こえやすいアルバム”となった本作を説明している。

## パッケージ、アートワーク
アルバム・ブックレットの写真はアルバムはニューヨークで撮影されたが、カメラマンも兼任したアート・ディレクターの信藤三雄は「黒っぽいもの、ファンキーなもの、ですよね。このときはベリンダ（石井貴子）のヘアメイクとファンキーなものがはまったんですね」という。また、CDケースの外には紙のパッケージが付いていたが「小西君のアイディアですね。水玉はポール・ランドの影響が強いんじゃないかな」と回想している。

## 再発盤
2000年にTRIADレーベル時代のアルバム5タイトルが小西によるデザインで、スリーブケース仕様で再発。2006年に再び小西によりアートワークが一新され再々発。初回プレスはジャケット文字が銀箔押し、現行盤は銀からグレーに変更された。

## 収録曲
1. 万事快調 tout va bien  –  (6:54)[1]
  - 詞 ⁄ 曲：小西康陽
  - 小西によれば、スタジオのグランド・ピアノを弾いて作った曲だという。“私みたいなタイプにだって～行かないみたいね”の部分だけが先に出来ていたはずだというが、このフレーズによくこんなコードとメロディを付けたものだと思うが、メロディのレンジの広さをみると、あまり何も考えないで作ったのだろうと振り返っている。また、イントロや間奏で使われているコード進行は、小西にとってグルーヴィーなソウル・ミュージックのイメージはこのコード感に集約されるという[6]。イントロの途中に入るカウント・ダウンのナレーションは、アポロ11号発射の実況からのサンプリング。コーラスはザ・ビートルズ「DRIVE MY CAR」からの引用。また、この曲をはじめ、小西作品で数多く聴かれる“A NEW STEREOPHONIC SOUND SPECTACULAR”はアルバム『Stereo Spectacular Demonstration & Sound Effects』収録のもの。シングル・カットされてはいないが、この曲にはメンバー3人に加え、小山田圭吾、スクーターズの元メンバー信藤三雄と山田善則、ヒッピー・ヒッピー・シェイクスの元メンバー、サミー中野（中野達仁）。プラチナキットの元メンバー金津宏が出演したプロモ・ビデオが制作されている（未商品化）。
2. フラワー・ドラム・ソング flower drum song  –  (7:58)[1]
詞 ⁄ 曲：小西康陽
3. キャッチー catchy  –  (7:15)[1]
詞 ⁄ 曲：小西康陽
4. テレパシー telepathy  –  (6:53)[1]
詞 ⁄ 曲：小西康陽
5. ショック療法 shock treatment  –  (5:31)[1]
詞：高浪敬太郎 + 野宮真貴   曲：高浪敬太郎
6. CDJ cdj  –  (1:21)[1]
  - 詞 ⁄ 曲：小西康陽
  - 1989年発売の小泉今日子のアルバム『KOIZUMI IN THE HOUSE』[注釈 4]への提供曲のピチカート・ヴァージョン。本作では一部分がインタルードのように収録されているのみで、完全版は次作のライブ・アルバム『INSTANT REPLAY』[注釈 5]にライブ・ヴァージョンで収録。のちにベスト・アルバム『ピチカート・ファイヴTYO』[注釈 6]にスタジオ・ヴァージョンが収録された。
7. パリコレ kdd  –  (7:36)[1]
  - 詞：野宮真貴   曲：高浪敬太郎
  - エンディングのコロムビア・トップ・ライトの喋り声は日本コロムビアのステレオに付属されたデモンストレーション・アナログ盤『COLUMBIA DEMONSTRATION TEST RECORD』の一部からサンプリングされたもの。
8. ファンキー・ラヴチャイルド funky lovechild  –  (6:21)[1]
詞：小西康陽   曲：高浪敬太郎 + 小西康陽
9. コズミック・ブルース cosmic blues  –  (6:10)[1]
  - 詞：小西康陽   曲：高浪敬太郎
  - イントロでスライ & ザ・ファミリー・ストーン「IN TIME」のイントロのリズムボックスの音がサンプリングされている。この曲は後に、高浪敬太郎のファースト・ソロ・アルバム『SO SO』[注釈 7]でセルフ・カバーされた。

## クレジット
- the group：野宮真貴 miss columbia top, 高浪敬太郎 columbia right, 小西康陽 columbia left
- recordist：廣瀬修(heartbeat)
- equipments and programming：坂元俊介
- mixdown：廣瀬修・薮原正史
- mastering：廣瀬修
- fender bass：岡沢章
- flute and tenor saxophone:ジェイク・H・コンセプション
- guitars：松田文
- hammond organ：中山努
- chorus and tambourine：マダムJ (courtesy of MIDI inc.)
- shortwave：シュガー吉永 (courtesy of MIDI inc.)
- chorus：池田聡 (courtesy of TEICHIKU records)
- art director：信藤三雄 (contemporary production)／藤川浩一 (contemporary production)
- photographers：信藤三雄 (contemporary production)／小西康陽 (readymade inc.)／奥山清紀
- styling：下地あけみ (shin and company)
- hair and make up：ベリンダ
- location coordinator：ヒサ・イシオカ
- post production coordinator：松尾保志 (columbia)
- videos：space shower TV
- director：岡田謙 (triad)
- executive producers：飯塚恒雄 (triad)／朝妻一郎 (f.p.m.p)
- production coordinators：森靖貴 (the greatest hits) ⁄ 伊藤美和 (the greatest hits)
- promotions：佐藤智則 (triad)／松本俊之 (triad)／神戸与則 (triad)／勝呂恵理 (triad)／井上誠 (columbia)／中原繁 (triad)／井上誠 (columbia)
- therotary connections：グレイテスト・ヒッツ ⁄ 清水贗太郎 ⁄ girl girl fm ⁄ 鈴木慶一 ⁄ 金津宏 ⁄ 皆川勝 ⁄ 寺川知紀 ⁄ 菅付雅信 ⁄ 小島夕和 ⁄ 川崎あゆみ ⁄ 麻田浩 ⁄ 長門芳郎 ⁄ suburbia suite ⁄ 二見裕志 ⁄ 小林径 ⁄ dj pizzicatomafia ⁄ dj bar inkstick ⁄ 山本和夫 ⁄ 関口太 ⁄ サリー久保田 ⁄ 目黒嘉則 ⁄ 翁長良行 ⁄ 中野達仁 ⁄ 小西純子 ⁄ 田辺音楽出版 ⁄ ハバナエキゾチカ ⁄ 女性上位時代ズ ⁄ 岡本仁 ⁄ 寺谷誠一 ⁄ ブラボー小松 ⁄ 岸利至 ⁄ 宮田えり子 ⁄ 寺元りえ子 ⁄ シン・アンドカンパニー ⁄ PRC ⁄ テイ・トウワ ⁄ 高浪莉娜 ⁄ 高浪琴子
- management：（有）グレイテスト・ヒッツ／（株）報雅堂
- produced by 小西康陽 for readymade inc.
- recorded in tokyo,1992
- pizzicato five say “thank you all”
- the best wishes to a new born baby kotoné chan